# Triển lãm Quốc phòng quốc tế Việt Nam 2024
Triển lãm Quốc phòng quốc tế Việt Nam 2024 (tên tiếng Anh: Vietnam International Defence Expo 2024, viết tắt: Vietnam Defence 2024) là sự kiện triển lãm về quốc phòng quốc tế lần thứ hai do Bộ Quốc phòng Việt Nam tổ chức, tại khu vực sân bay Gia Lâm, Hà Nội. Triển lãm đầu tiên đã được tổ chức vào năm 2022 với sự tham gia của hơn 30 quốc gia trên toàn thế giới nhằm tăng cường, mở rộng quan hệ hợp tác quốc tế, đối ngoại quốc phòng, tạo dựng lòng tin với nhau giữa Việt Nam và các quốc gia khác. Sự kiện được tổ chức còn nhằm kỷ niệm 80 năm Ngày thành lập Quân đội nhân dân Việt Nam.

## Tổ chức

### Chuẩn bị
Việc tổ chức năm thứ hai cho Triển lãm Quốc phòng quốc tế Việt Nam đã được công bố trong giai đoạn tổ chức Triển lãm lần đầu tiên được diễn ra vào năm 2024 nhằm kỷ niệm 80 năm Ngày lành lập Quân đội nhân dân Việt Nam. Đến đầu năm 2024, Bộ Quốc phòng Việt Nam bắt đầu công bố nhiều thông tin về sự kiện như lý do tổ chức là nhằm "chia sẻ những thành tựu, kinh nghiệm nghiên cứu, sản xuất, khai thác sử dụng vũ khí, trang bị kỹ thuật và đẩy mạnh hợp tác trong lĩnh vực công nghiệp quốc phòng". Triển lãm Quốc phòng quốc tế Việt Nam dự kiến được diễn ra từ ngày 19 tháng 12 đến ngày 22 tháng 12 tại sân bay Gia Lâm, Hà Nội tương tụ như nằm đầu tiên. Theo Tuổi Trẻ, sẽ có khoảng 140 đoàn đại biểu cấp cao tham dự bao gồm Bộ trưởng, Thứ trưởng, Tư lệnh các lực lượng quốc phòng và an ninh các nước. Chủ đề của triển lãm lần thứ hai là "Hòa bình, hữu nghị, hợp tác cùng phát triển".

## Đơn vị liên quan

### Tổ chức
- Bộ Quốc phòng Việt Nam (chủ trì)
  - Bộ Tổng tham mưu Quân đội nhân dân Việt Nam
  - Tổng cục Công nghiệp Quốc phòng
  - Cục Đối ngoại Quân đội nhân dân Việt Nam
- Ban Đối ngoại Trung ương

### Thực hiện
- Tổng Công ty Kinh tế Kỹ thuật Công nghiệp Quốc phòng (GAET)
- Tổng Công ty Xuất nhập khẩu tổng hợp Vạn Xuân (VAXUCO)
- Công ty trách nhiệm hữu hạn EIFEC

### Tài trợ
- Tập đoàn Công nghiệp – Viễn thông Quân đội
- Ngân hàng thương mại cổ phần Quân đội
- Tổng công ty Tân Cảng Sài Gòn
- Tổng công ty Trực thăng Việt Nam

### Truyền thông
- Báo Quân đội Nhân dân Điện tử
- Kênh Truyền hình Quốc phòng Việt Nam
- Các kênh truyền hình và truyền thông nằm dưới sự quản lý của Nhà nước Việt Nam và báo chí, truyền thông quốc tế